# Abd-aix-Xakur (nom)
Abd-aix-Xakur és un nom masculí teòfor àrab islàmic (àrab: عبد الشكور, ʿAbd ax-Xakūr) que literalment significa ‘Servidor del Molt Agraït’, essent «el Molt Agraït» un dels epítets de Déu. Si bé Abd-aix-Xakur és la transcripció normativa en català del nom en àrab clàssic, també se'l pot trobar transcrit Abdul Shakoor, ‘Abdul Shakoor... normalment per influència de la pronunciació dialectal o seguint altres criteris de transliteració. Com a teòfor, també el duen molts musulmans no arabòfons que l'han adaptat a les característiques fòniques i gràfiques de la seva llengua.
Vegeu aquí personatges i llocs que duen aquest nom.